# Lista över fornlämningar i Gotlands kommun (Sproge)
Lista över fornlämningar i Gotlands kommun (Sproge) är en förteckning av ett urval av de fornlämningar som finns i Sproge i Gotlands kommun.
| Namn         | Lämningstyp                      | Tillkomsttid | Historisk indelning | Plats | Läge                 | ID-nr          | Bild                                      |
| ------------ | -------------------------------- | ------------ | ------------------- | ----- | -------------------- | -------------- | ----------------------------------------- |
| Sproge 1:1   | Gravfält                         |              | Sproge, Gotland     |       | 57.260830, 18.226049 | 10096400010001 | Ladda upp en bild av detta fornminne      |
| Sproge 2:1   | Gravfält                         |              | Sproge, Gotland     |       | 57.259903, 18.229870 | 10096400020001 | Ladda upp en bild av detta fornminne      |
| Sproge 3:1   | Stensättning                     |              | Sproge, Gotland     |       | 57.259164, 18.232624 | 10096400030001 | Ladda upp en bild av detta fornminne      |
| Sproge 3:2   | Stensättning                     |              | Sproge, Gotland     |       | 57.259352, 18.232555 | 10096400030002 | Ladda upp en bild av detta fornminne      |
| Sproge 3:3   | Stensättning                     |              | Sproge, Gotland     |       | 57.259588, 18.232603 | 10096400030003 | Ladda upp en bild av detta fornminne      |
| Sproge 4:1   | Husgrund, förhistorisk/medeltida |              | Sproge, Gotland     |       | 57.260471, 18.236430 | 10096400040001 | Ladda upp en bild av detta fornminne      |
| Sproge 4:2   | Husgrund, förhistorisk/medeltida |              | Sproge, Gotland     |       | 57.260887, 18.236449 | 10096400040002 | Ladda upp en bild av detta fornminne      |
| Sproge 4:3   | Husgrund, förhistorisk/medeltida |              | Sproge, Gotland     |       | 57.260763, 18.236867 | 10096400040003 | Ladda upp en bild av detta fornminne      |
| Sproge 4:4   | Husgrund, förhistorisk/medeltida |              | Sproge, Gotland     |       | 57.260766, 18.237193 | 10096400040004 | Ladda upp en bild av detta fornminne      |
| Sproge 4:5   | Husgrund, förhistorisk/medeltida |              | Sproge, Gotland     |       | 57.261103, 18.237189 | 10096400040005 | Ladda upp en bild av detta fornminne      |
| Sproge 4:6   | Husgrund, förhistorisk/medeltida |              | Sproge, Gotland     |       | 57.260855, 18.238223 | 10096400040006 | Ladda upp en bild av detta fornminne      |
| Sproge 4:8   | Husgrund, förhistorisk/medeltida |              | Sproge, Gotland     |       | 57.261285, 18.238698 | 10096400040008 | Ladda upp en bild av detta fornminne      |
| Sproge 4:9   | Husgrund, förhistorisk/medeltida |              | Sproge, Gotland     |       | 57.261525, 18.238922 | 10096400040009 | Ladda upp en bild av detta fornminne      |
| Sproge 5:1   | Husgrund, förhistorisk/medeltida |              | Sproge, Gotland     |       | 57.261045, 18.234517 | 10096400050001 | Ladda upp en bild av detta fornminne      |
| Sproge 6:1   | Gravfält                         |              | Sproge, Gotland     |       | 57.268203, 18.239258 | 10096400060001 | Ladda upp en bild av detta fornminne      |
| Sproge 7:1   | Stensättning                     |              | Sproge, Gotland     |       | 57.268455, 18.236339 | 10096400070001 | Ladda upp en bild av detta fornminne      |
| Sproge 7:2   | Stensättning                     |              | Sproge, Gotland     |       | 57.268748, 18.236519 | 10096400070002 | Ladda upp en bild av detta fornminne      |
| Sproge 10:1  | Stensättning                     |              | Sproge, Gotland     |       | 57.269101, 18.238943 | 10096400100001 | Ladda upp en bild av detta fornminne      |
| Sproge 10:2  | Stensättning                     |              | Sproge, Gotland     |       | 57.269032, 18.238606 | 10096400100002 | Ladda upp en bild av detta fornminne      |
| Sproge 11:1  | Husgrund, förhistorisk/medeltida |              | Sproge, Gotland     |       | 57.269234, 18.235196 | 10096400110001 | Ladda upp en bild av detta fornminne      |
| Sproge 12:1  | Stenkrets                        |              | Sproge, Gotland     |       | 57.266083, 18.232807 | 10096400120001 | Ladda upp en bild av detta fornminne      |
| Sproge 12:2  | Stensättning                     |              | Sproge, Gotland     |       | 57.266020, 18.232549 | 10096400120002 | Ladda upp en bild av detta fornminne      |
| Sproge 15:1  | Röse                             |              | Sproge, Gotland     |       | 57.257833, 18.240811 | 10096400150001 | Ladda upp en bild av detta fornminne      |
| Sproge 15:2  | Röse                             |              | Sproge, Gotland     |       | 57.257635, 18.240649 | 10096400150002 | Ladda upp en bild av detta fornminne      |
| Sproge 15:3  | Stensättning                     |              | Sproge, Gotland     |       | 57.257473, 18.240638 | 10096400150003 | Ladda upp en bild av detta fornminne      |
| Sproge 18:1  | Stensättning                     |              | Sproge, Gotland     |       | 57.255342, 18.240198 | 10096400180001 | Ladda upp en bild av detta fornminne      |
| Sproge 20:1  | Husgrund, förhistorisk/medeltida |              | Sproge, Gotland     |       | 57.254367, 18.232568 | 10096400200001 | Ladda upp en bild av detta fornminne      |
| Sproge 25:1  | Husgrund, förhistorisk/medeltida |              | Sproge, Gotland     |       | 57.269190, 18.192237 | 10096400250001 | Ladda upp en bild av detta fornminne      |
| Sproge 25:2  | Husgrund, förhistorisk/medeltida |              | Sproge, Gotland     |       | 57.268896, 18.192715 | 10096400250002 | Ladda upp en bild av detta fornminne      |
| Sproge 26:1  | Stenkrets                        |              | Sproge, Gotland     |       | 57.258213, 18.196961 | 10096400260001 | Ladda upp en bild av detta fornminne      |
| Sproge 26:2  | Stensättning                     |              | Sproge, Gotland     |       | 57.258324, 18.196868 | 10096400260002 | Ladda upp en bild av detta fornminne      |
| Sproge 29:1  | Hällristning                     |              | Sproge, Gotland     |       | 57.262262, 18.201532 | 11100000001004 | Ladda upp en bild av detta fornminne      |
| Sproge 30:1  | Husgrund, förhistorisk/medeltida |              | Sproge, Gotland     |       | 57.263022, 18.197123 | 10096400300001 | Ladda upp en bild av detta fornminne      |
| Sproge 30:2  | Husgrund, förhistorisk/medeltida |              | Sproge, Gotland     |       | 57.262690, 18.197457 | 10096400300002 | Ladda upp en bild av detta fornminne      |
| Sproge 31:1  | Husgrund, förhistorisk/medeltida |              | Sproge, Gotland     |       | 57.260545, 18.187671 | 10096400310001 | Ladda upp en bild av detta fornminne      |
| Sproge 31:2  | Husgrund, förhistorisk/medeltida |              | Sproge, Gotland     |       | 57.260502, 18.188138 | 10096400310002 | Ladda upp en bild av detta fornminne      |
| Sproge 31:3  | Husgrund, förhistorisk/medeltida |              | Sproge, Gotland     |       | 57.260246, 18.187819 | 10096400310003 | Ladda upp en bild av detta fornminne      |
| Sproge 32:1  | Husgrund, förhistorisk/medeltida |              | Sproge, Gotland     |       | 57.259092, 18.189312 | 10096400320001 | Ladda upp en bild av detta fornminne      |
| Sproge 32:2  | Husgrund, förhistorisk/medeltida |              | Sproge, Gotland     |       | 57.259102, 18.189048 | 10096400320002 | Ladda upp en bild av detta fornminne      |
| Sproge 32:3  | Stensättning                     |              | Sproge, Gotland     |       | 57.259306, 18.188797 | 10096400320003 | Ladda upp en bild av detta fornminne      |
| Sproge 33:1  | Hällristning                     |              | Sproge, Gotland     |       | 57.262136, 18.187655 | 11100000001005 | Ladda upp en bild av detta fornminne      |
| Sproge 34:1  | Stensättning                     |              | Sproge, Gotland     |       | 57.265855, 18.177154 | 10096400340001 | Ladda upp en bild av detta fornminne      |
| Sproge 35:1  | Grav markerad av sten/block      |              | Sproge, Gotland     |       | 57.266027, 18.177670 | 10096400350001 | Ladda upp en bild av detta fornminne      |
| Sproge 36:1  | Stenkrets                        |              | Sproge, Gotland     |       | 57.266295, 18.176848 | 10096400360001 | Ladda upp en bild av detta fornminne      |
| Sproge 37:1  | Husgrund, förhistorisk/medeltida |              | Sproge, Gotland     |       | 57.271317, 18.181556 | 10096400370001 | Ladda upp en bild av detta fornminne      |
| Sproge 38:1  | Gravfält                         |              | Sproge, Gotland     |       | 57.272580, 18.177524 | 10096400380001 | Ladda upp en bild av detta fornminne      |
| Sproge 39:1  | Stensättning                     |              | Sproge, Gotland     |       | 57.272798, 18.177983 | 10096400390001 | Ladda upp en bild av detta fornminne      |
| Sproge 39:2  | Grav markerad av sten/block      |              | Sproge, Gotland     |       | 57.272876, 18.177981 | 10096400390002 | Ladda upp en bild av detta fornminne      |
| Sproge 40:1  | Gravfält                         |              | Sproge, Gotland     |       | 57.272969, 18.176400 | 10096400400001 | Ladda upp en bild av detta fornminne      |
| Sproge 41:1  | Stenkrets                        |              | Sproge, Gotland     |       | 57.250035, 18.200284 | 10096400410001 | Ladda upp en bild av detta fornminne      |
| Sproge 42:1  | Husgrund, förhistorisk/medeltida |              | Sproge, Gotland     |       | 57.251405, 18.198526 | 10096400420001 | Ladda upp en bild av detta fornminne      |
| Sproge 43:1  | Stensättning                     |              | Sproge, Gotland     |       | 57.252034, 18.195766 | 10096400430001 | Ladda upp en bild av detta fornminne      |
| Sproge 43:2  | Stensättning                     |              | Sproge, Gotland     |       | 57.251767, 18.195522 | 10096400430002 | Ladda upp en bild av detta fornminne      |
| Sproge 43:3  | Stensättning                     |              | Sproge, Gotland     |       | 57.251689, 18.194995 | 10096400430003 | Ladda upp en bild av detta fornminne      |
| Sproge 44:1  | Stensättning                     |              | Sproge, Gotland     |       | 57.249619, 18.194689 | 10096400440001 | Ladda upp en bild av detta fornminne      |
| Sproge 45:1  | Stensättning                     |              | Sproge, Gotland     |       | 57.264355, 18.180848 | 10096400450001 | Ladda upp en bild av detta fornminne      |
| Sproge 46:1  | Grav markerad av sten/block      |              | Sproge, Gotland     |       | 57.265555, 18.177484 | 10096400460001 | Ladda upp en bild av detta fornminne      |
| Sproge 46:2  | Grav markerad av sten/block      |              | Sproge, Gotland     |       | 57.265490, 18.177558 | 10096400460002 | Ladda upp en bild av detta fornminne      |
| Sproge 47:1  | Gravfält                         |              | Sproge, Gotland     |       | 57.247133, 18.195031 | 10096400470001 | Ladda upp en bild av detta fornminne      |
| Sproge 48:1  | Gravfält                         |              | Sproge, Gotland     |       | 57.248829, 18.193817 | 10096400480001 | Ladda upp en bild av detta fornminne      |
| Sproge 49:1  | Stensättning                     |              | Sproge, Gotland     |       | 57.247875, 18.194544 | 10096400490001 | Ladda upp en bild av detta fornminne      |
| Sproge 50:1  | Stensättning                     |              | Sproge, Gotland     |       | 57.253806, 18.170859 | 10096400500001 | Ladda upp en bild av detta fornminne      |
| Sproge 51:1  | Grav övrig                       |              | Sproge, Gotland     |       | 57.250497, 18.156109 | 10096400510001 | Ladda upp en bild av detta fornminne      |
| Sproge 51:2  | Grav markerad av sten/block      |              | Sproge, Gotland     |       | 57.250224, 18.155430 | 10096400510002 | Ladda upp en bild av detta fornminne      |
| Sproge 51:3  | Grav markerad av sten/block      |              | Sproge, Gotland     |       | 57.250192, 18.155356 | 10096400510003 | Ladda upp en bild av detta fornminne      |
| Sproge 52:1  | Stensättning                     |              | Sproge, Gotland     |       | 57.249387, 18.151602 | 10096400520001 | Ladda upp en bild av detta fornminne      |
| Sproge 53:1  | Gravfält                         |              | Sproge, Gotland     |       | 57.252381, 18.163642 | 10096400530001 | Ladda upp en bild av detta fornminne      |
| Sproge 54:1  | Gravfält                         |              | Sproge, Gotland     |       | 57.251676, 18.175628 | 10096400540001 | Ladda upp en bild av detta fornminne      |
| Sproge 55:1  | Stensättning                     |              | Sproge, Gotland     |       | 57.243631, 18.174129 | 10096400550001 | Ladda upp en bild av detta fornminne      |
| Sproge 55:2  | Stensättning                     |              | Sproge, Gotland     |       | 57.243576, 18.174352 | 10096400550002 | Ladda upp en bild av detta fornminne      |
| Sproge 56:1  | Stensättning                     |              | Sproge, Gotland     |       | 57.243150, 18.173872 | 10096400560001 | Ladda upp en bild av detta fornminne      |
| Sproge 57:1  | Hällristning                     |              | Sproge, Gotland     |       | 57.240086, 18.159669 | 11100000001072 | Ladda upp en bild av detta fornminne      |
| Sproge 58:1  | Hällristning                     |              | Sproge, Gotland     |       | 57.240151, 18.160958 | 11100000001073 | Ladda upp en bild av detta fornminne      |
| Sproge 58:2  | Hällristning                     |              | Sproge, Gotland     |       | 57.240151, 18.160958 | 11100000001074 | Ladda upp en bild av detta fornminne      |
| Sproge 58:3  | Hällristning                     |              | Sproge, Gotland     |       | 57.240388, 18.161164 | 11100000001075 | Ladda upp en bild av detta fornminne      |
| Sproge 58:4  | Hällristning                     |              | Sproge, Gotland     |       | 57.240586, 18.160877 | 11100000001076 | Ladda upp en bild av detta fornminne      |
| Sproge 60:1  | Gravfält                         |              | Sproge, Gotland     |       | 57.234962, 18.164398 | 10096400600001 | Ladda upp en till bild av detta fornminne |
| Sproge 61:1  | Stensättning                     |              | Sproge, Gotland     |       | 57.241015, 18.184558 | 10096400610001 | Ladda upp en bild av detta fornminne      |
| Sproge 62:1  | Gravfält                         |              | Sproge, Gotland     |       | 57.247883, 18.179191 | 10096400620001 | Ladda upp en bild av detta fornminne      |
| Sproge 63:1  | Hällristning                     |              | Sproge, Gotland     |       | 57.242916, 18.211460 | 11100000001077 | Ladda upp en bild av detta fornminne      |
| Sproge 64:1  | Runristning                      |              | Sproge, Gotland     |       | 57.253761, 18.210694 | 10096400640001 | Ladda upp en bild av detta fornminne      |
| Sproge 68:1  | Stenkrets                        |              | Sproge, Gotland     |       | 57.268061, 18.237021 | 10096400680001 | Ladda upp en bild av detta fornminne      |
| Sproge 68:2  | Stensättning                     |              | Sproge, Gotland     |       | 57.267667, 18.236938 | 10096400680002 | Ladda upp en bild av detta fornminne      |
| Sproge 68:3  | Stenkrets                        |              | Sproge, Gotland     |       | 57.267745, 18.237121 | 10096400680003 | Ladda upp en bild av detta fornminne      |
| Sproge 70:1  | Stensättning                     |              | Sproge, Gotland     |       | 57.259088, 18.228728 | 10096400700001 | Ladda upp en bild av detta fornminne      |
| Sproge 78:1  | Grav markerad av sten/block      |              | Sproge, Gotland     |       | 57.266423, 18.238328 | 10096400780001 | Ladda upp en bild av detta fornminne      |
| Sproge 80:1  | Hällristning                     |              | Sproge, Gotland     |       | 57.239167, 18.163165 | 11100000001078 | Ladda upp en bild av detta fornminne      |
| Sproge 84:2  | Hällristning                     |              | Sproge, Gotland     |       | 57.261767, 18.181895 | 11100000001079 | Ladda upp en bild av detta fornminne      |
| Sproge 95:1  | Stensättning                     |              | Sproge, Gotland     |       | 57.222842, 18.165872 | 10096400950001 | Ladda upp en bild av detta fornminne      |
| Sproge 98:1  | Hällristning                     |              | Sproge, Gotland     |       | 57.239618, 18.158717 | 11100000001080 | Ladda upp en bild av detta fornminne      |
| Sproge 99:1  | Hällristning                     |              | Sproge, Gotland     |       | 57.239514, 18.157145 | 11100000001081 | Ladda upp en bild av detta fornminne      |
| Sproge 100:1 | Hällristning                     |              | Sproge, Gotland     |       | 57.241232, 18.160942 | 11100000001082 | Ladda upp en bild av detta fornminne      |
| Sproge 105:1 | Stensättning                     |              | Sproge, Gotland     |       | 57.249269, 18.202619 | 10096401050001 | Ladda upp en bild av detta fornminne      |
| Sproge 105:2 | Grav markerad av sten/block      |              | Sproge, Gotland     |       | 57.249224, 18.202857 | 10096401050002 | Ladda upp en bild av detta fornminne      |
| Sproge 117:1 | Hällristning                     |              | Sproge, Gotland     |       | 57.239230, 18.162092 | 11100000001178 | Ladda upp en bild av detta fornminne      |
| Sproge 118:1 | Hällristning                     |              | Sproge, Gotland     |       | 57.239063, 18.157851 | 11100000001179 | Ladda upp en bild av detta fornminne      |
| Sproge 119:1 | Hällristning                     |              | Sproge, Gotland     |       | 57.237938, 18.161177 | 11100000001180 | Ladda upp en bild av detta fornminne      |
| Sproge 121:1 | Hällristning                     |              | Sproge, Gotland     |       | 57.241644, 18.158471 | 11100000001181 | Ladda upp en bild av detta fornminne      |
| Sproge 121:2 | Hällristning                     |              | Sproge, Gotland     |       | 57.241555, 18.158243 | 11100000001182 | Ladda upp en bild av detta fornminne      |
| Sproge 121:3 | Hällristning                     |              | Sproge, Gotland     |       | 57.241948, 18.158366 | 11100000001183 | Ladda upp en bild av detta fornminne      |
| Sproge 122:1 | Hällristning                     |              | Sproge, Gotland     |       | 57.237372, 18.161615 | 11100000001184 | Ladda upp en bild av detta fornminne      |
| Sproge 123:1 | Hällristning                     |              | Sproge, Gotland     |       | 57.236294, 18.160181 | 11100000001185 | Ladda upp en bild av detta fornminne      |
| Sproge 123:2 | Hällristning                     |              | Sproge, Gotland     |       | 57.236255, 18.160247 | 11100000001186 | Ladda upp en bild av detta fornminne      |
| Sproge 123:3 | Hällristning                     |              | Sproge, Gotland     |       | 57.236271, 18.160062 | 11100000001187 | Ladda upp en bild av detta fornminne      |
| Sproge 123:4 | Hällristning                     |              | Sproge, Gotland     |       | 57.236192, 18.160116 | 11100000001188 | Ladda upp en bild av detta fornminne      |
| Sproge 123:5 | Hällristning                     |              | Sproge, Gotland     |       | 57.236149, 18.160215 | 11100000001189 | Ladda upp en bild av detta fornminne      |
| Sproge 123:6 | Hällristning                     |              | Sproge, Gotland     |       | 57.236017, 18.159469 | 11100000001190 | Ladda upp en bild av detta fornminne      |
| Sproge 123:7 | Hällristning                     |              | Sproge, Gotland     |       | 57.235629, 18.159224 | 11100000001191 | Ladda upp en bild av detta fornminne      |
| Sproge 123:8 | Hällristning                     |              | Sproge, Gotland     |       | 57.235175, 18.158852 | 11100000001192 | Ladda upp en bild av detta fornminne      |
| Sproge 123:9 | Hällristning                     |              | Sproge, Gotland     |       | 57.235183, 18.158757 | 11100000001193 | Ladda upp en bild av detta fornminne      |
| Sproge 124:1 | Hällristning                     |              | Sproge, Gotland     |       | 57.235020, 18.157899 | 11100000001194 | Ladda upp en bild av detta fornminne      |
| Sproge 125:1 | Hällristning                     |              | Sproge, Gotland     |       | 57.235298, 18.157018 | 11100000001195 | Ladda upp en bild av detta fornminne      |
| Sproge 134   | Stensättning                     |              | Sproge, Gotland     |       | 57.230261, 18.167350 | 12000000035134 | Ladda upp en bild av detta fornminne      |